# 岡南福田駅
岡南福田駅（こうなんふくだえき）は、かつて岡山県岡山市（現・南区）福田に存在した岡山臨港鉄道の駅（廃駅）である。岡山臨港鉄道線の廃止により、1984年（昭和59年）12月30日に廃駅となった。

## 歴史
地方鉄道開業時に臨港福田駅として開業した。1959年（昭和34年）7月1日に行違い設備を設けて閉塞取扱いを開始、駅員常駐駅となり、貨物と手荷物の営業を開始した。1960年（昭和35年）8月1日に岡南福田駅へ改称された。1964年（昭和39年）8月に自社福田倉庫への側線、1965年（昭和40年）10月に岡山小野田レミコン専用線が新設された。1972年（昭和47年）5月16日に閉塞取扱いを終了し、駅員無配置駅となり、手荷物の営業が廃止された。1973年（昭和48年）5月に不二倉庫運輸専用線が新設された。閉塞の取扱いを行っていた期間（1959年7月1日 - 1972年5月16日）は構内の大元駅方面および岡山港駅方面の双方に腕木式場内信号機が設置されていた。

## 駅構造
自社倉庫への側線、岡山小野田レミコン、不二倉庫運輸2社の専用線が分岐していた。

## 利用状況
1984年度の統計によると、1日あたりの平均乗降客数は54人であり、うち定期客が33人であった。同年度の貨物の発送・到着量は、到着量2,025 t、発送量0 tであった。

## 跡地
駅跡地は道路に転用された。その付近には物流倉庫があり、西側の交差点で岡山県道212号浦安豊成線と交差する。

## 宇野への延伸計画
かつて、当駅から宇野まで路線を延伸する計画があった。1952年（昭和27年）2月15日、当駅（当時、臨港福田）から臨港宇野への路線延伸が取締役会で決議された。児島湾を横断する児島湾締切堤防の建設が1951年（昭和26年）から始まり、それを経由して宇野に至る計画であり、1953年（昭和29年）4月14日に運輸大臣に申請を行った。しかし、1966年（昭和41年）に、瀬戸大橋の経路が坂出 - 下津井間に一本化されたため、延伸の必要性が薄まり、1966年（昭和41年）12月7日に申請を取り下げた。

## 隣の駅
岡山臨港鉄道
岡山臨港鉄道線
岡南泉田駅 - 岡南福田駅 - 並木町駅